# 逆瀬川仁次郎
逆瀬川 仁次郎（さかせがわ にじろう、1883年（明治16年）12月8日 – 1930年（昭和5年）10月29日）は、日本の衆議院議員（政友本党→立憲民政党）。ジャーナリスト。

## 経歴
鹿児島県姶良郡敷根村（現在の霧島市）出身。鹿児島県立加治木中学校 (旧制)を卒業して東京高等師範学校に進むが退学。第一高等学校 (旧制)を卒業し、1916年（大正5年）東京帝国大学法科大学政治科を卒業。大阪毎日新聞社に勤務した。
1924年（大正13年）の第15回衆議院議員総選挙に政友本党で立候補して落選するが、1926年（大正15年）11月1日の衆議院鹿児島7区補欠選挙で当選。